# Stazione di Vizzini-Licodia
La stazione di Vizzini-Licodia è una stazione della ferrovia Catania-Caltagirone-Gela a servizio delle città di Vizzini e Licodia Eubea.

## Storia
La stazione, in origine denominata semplicemente "Vizzini", venne costruita nell'ambito dell'attivazione della seconda tratta della Catania-Caltagirone, dalla Società per le Strade Ferrate della Sicilia con il contributo di un decimo delle spese a carico dei comuni interessati dalla tratta ferroviaria. L'intera tratta Caltagirone-Scordia fu inaugurata il 31 ottobre 1892 e con essa la stazione che divenne sede di una certa movimentazione di carri merci per la spedizione di prodotti agricoli ma soprattutto di viaggiatori data la sua vicinanza al centro cittadino di Vizzini e relativamente vicino di Licodia Eubea. Ma le notevoli difficoltà di trasporto stradale verso i mercati ne facevano un buon centro di smistamento.
La stazione venne costruita al termine del lungo tratto allo scoperto in saliscendi continuo tra Grammichele e Mineo a poca distanza dalla strada statale 194. Nel 1923 venne raggiunta dalla diramazione della Ferrovia Siracusa-Ragusa-Vizzini a scartamento ridotto che ne permetteva il collegamento sia verso Siracusa che verso Ragusa. La stazione terminale di quest'ultima, Vizzini Scalo (SAFS) venne costruita assieme alla rimessa e allo scalo merci proprio di fronte, sul piazzale esterno dal lato sud della stazione attuale e permise il trasbordo diretto dei viaggiatori diretti al centro di Vizzini. Verso la fine degli anni trenta nei pressi della stazione venne istituita una base militare della Regia Aeronautica Militare Italiana e costruita una pista in terra battuta per velivoli da caccia, che fu molto attiva nella seconda guerra mondiale. Fu quindi fermata obbligata per tutti i treni dato il buon movimento pendolare di viaggiatori sia in direzione della città di Catania che di Caltagirone. Nel 1949 la stazione SAFS venne chiusa all'esercizio (ma ne rimangono i ruderi ben visibili) e la tratta ferroviaria fino al Bivio Giarratana abbandonata e il servizio in coincidenza per Vizzini centro e Licodia venne assunto da autoservizi della stessa società ex-ferroviaria SAFS. L'offerta di servizio, con l'orario 1981-1983, prevedeva 10 treni in arrivo da Catania e 9 treni di ritorno, l'offerta programmata dalle FS per il periodo 1995-1997 era salita a 12 coppie giornaliere di treni tuttavia non era migliorata la qualità dei servizi, svolti essenzialmente con automotrici ALn 668.1500, sempre più soggette a guasti in via della loro obsolescenza soprattutto nel periodo estivo, con conseguenti ritardi. Gli anni duemila portarono la riduzione delle corse limitandone soprattutto quelle (essenziali ai pendolari) di ritorno della sera da Catania con perdita notevole di utenza (rivoltasi al trasporto su strada).
Negli ultimi anni, in conseguenza della mancanza di un contratto si servizio tra gli enti locali e Trenitalia questa ha ridotto ulteriormente l'offerta al minimo di tre coppie giornaliere di treni di cui una limitata proprio a Vizzini.

## Strutture e impianti
La stazione consiste di un fabbricato in tradizionale stile ferroviario a due livelli, a cui fanno seguito il magazzino merci e i servizi, posto a sud-ovest del fascio binari.
Il fascio binari comprende il primo binario e il secondo binario provvisti di marciapiedi per servizio viaggiatori e merci. Nessun binario è munito di pensilina né di sottopassaggio. I binari del piccolo scalo merci e di ricovero si trovano sul lato sud-ovest della stazione. La stazione era dotata di rifornitore idraulico per locomotive a vapore, sagoma limite e ponte a bilico da 30 t. FO 152a, p. 16.
Data la differenza di scartamento, nessun collegamento era previsto tra le due linee ferroviarie delle FS e della SAFS
A partire dagli anni ottanta la stazione ha ricevuto un Apparato centrale elettrico a itinerari per il comando degli scambi e degli enti di stazione e in seguito all'attivazione del Comando Centralizzato del Traffico è divenuta impresenziata.

## Servizi
La stazione disponeva dei seguenti servizi:
- Biglietteria a sportello
- Servizi igienici

In seguito all'automatizzazione e poi all'impresenziamento, come avvenuto in gran parte della rete, i servizi versano in grave stato di abbandono e sono inutilizzabili; rimangono, all'esterno:
- Bar
- Ristorante

## Interscambi
- Fermata autobus